# سارا دی فیلیپو
سارا دی فیلیپو (انگلیسی: Sara Di Filippo؛ زادهٔ ۲۹ ژوئن ۱۹۸۲) بازیکن فوتبال اهل ایتالیا است.
وی همچنین در تیم ملی فوتبال زنان ایتالیا بازی کرده‌است.